# 레오나르도 도나토

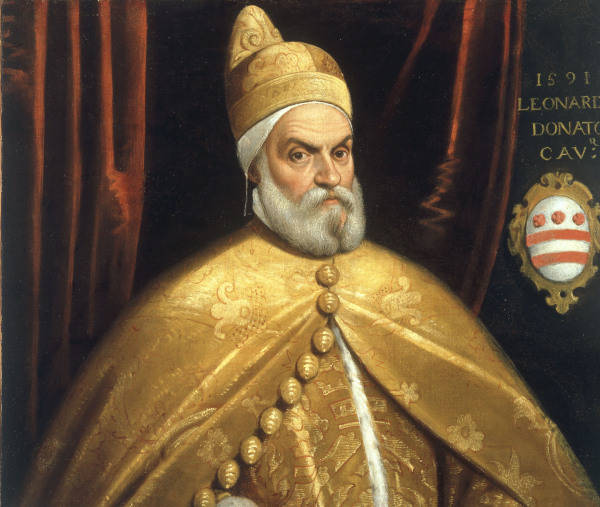
레오나르도 도나토

레오나르도 도나 (Leonardo Donà) 또는 도나토 (Donato, 1536년 2월 12일 베네치아 – 1612년 7월 16일 베네치아)는 1606년 1월 10일부터 사망할때까지의 제90대 베네치아 공화국의 도제이다. 그의 재임은 베네치아와 교황령과의 분쟁으로 주로 기억되고 있으며, 이에 대한 결과로 교황 바오로 5세는 1606-1607년간 베네치아에 파문을 내렸다.

## 배경, 1536년–1606년
조반니 바티스타 도나토 (Giovanni Battista Donato)와 조반나 코르네르 (Giovanna Corner)의 아들인 도나토는 상인 가문에서 태어났다. 그의 뛰어난 사업 감각을 통해, 그는 가문의 평균적인 부를 부유하게 바꿀수 있었다.
재산을 벌어들이고 나서, 도나토는 베네치아에서 공직 생활을 시작했고, 콘스탄티노폴리스 주제 대사, 베네치아 시의 포데스타, 산마르코 대성당의 당가 등을 수행했다.
도나토는 이후 바티칸 주제 베네치아 대사 직을 맡아 로마에서 오랜 기간을 거주했다. 교황청의 야망에 대한 그의 대립은 그와 장차 교황 바오로 5세가 되는 추기경 보르게세와의 분쟁을 일으켰다. 도나토의 확고한 반교황적 자세는 그가 사실은 개신교도라는 루머가 일어나기도 했지만, 역사가들은 이것에 대한 증거를 찾지 못 했다.

## 도제 시절 1606년–1612년
도나토는 1606년 12월 25일에 마리노 그리마니의 죽음으로 도제 선출 후보자 중 하나가 되었다. 도나토는 두 명의 경쟁자 (그의 후임 도제가 되는 마르칸토니오 멤모 포함)가 있었으나, 궁극적으로는 그들 둘의 지지를 받아, 1606년 1월 10일 도제 선출로 이어졌다.
도나토는 그리마니 때부터의 교황령과의 분쟁을 이어받았다. 1601년-1604년 사이에 그리마니 정권하의 베네치아는 베네치아 공화국내 교황의 힘을 제한하고 성직자들의 많은 특권을 빼앗는 많은 법령들을 통과시켰다. 이 사태는 1605년 말 베네치아 정부가 성직자 두 명을 상습범으로 기소하고, 세속 법정으로 기소되는것에 대한 면책도 거부하며 성직 더불어 최고점에 이르렀다. 그리마니가 사망하기 2주 전인 1605년 12월 10일에 교황 바오로 5세는 베네치아에 공식적인 항의를 보냈다.
도제로 선출된지 얼마 안된 도나토는 파올로 사르피의 충고에 따라 바오로 5세의 항의를 거부하였다. 이에 대한 결과로, 1606년 4월에 바오로 5세는 베네치아에 금지제재와 더불어 모든 베네치아인들에게 파문을 발표했다. 사르피의 조언으로, 도나토는 베네치아 공화국으로부터 바로 일어난 제적의 고통에서 모든 로마가톨릭 성직자들에게 교황 금지제재를 무시하고 미사를 계속할걸 명령했다. 교황청의 금지제재를 어기기보다는 공화국을 떠난 예수회 (또는 교황청의 견해를 지키다가 추방당한)를 제외한 베네치아의 모든 성직자들은 미사를 지속했다. 예수회는 1655년까지 베네치아로 돌아오지 않았다. 도나토와 사르피는 교황에게 직접적으로 파문당하기도 했다.

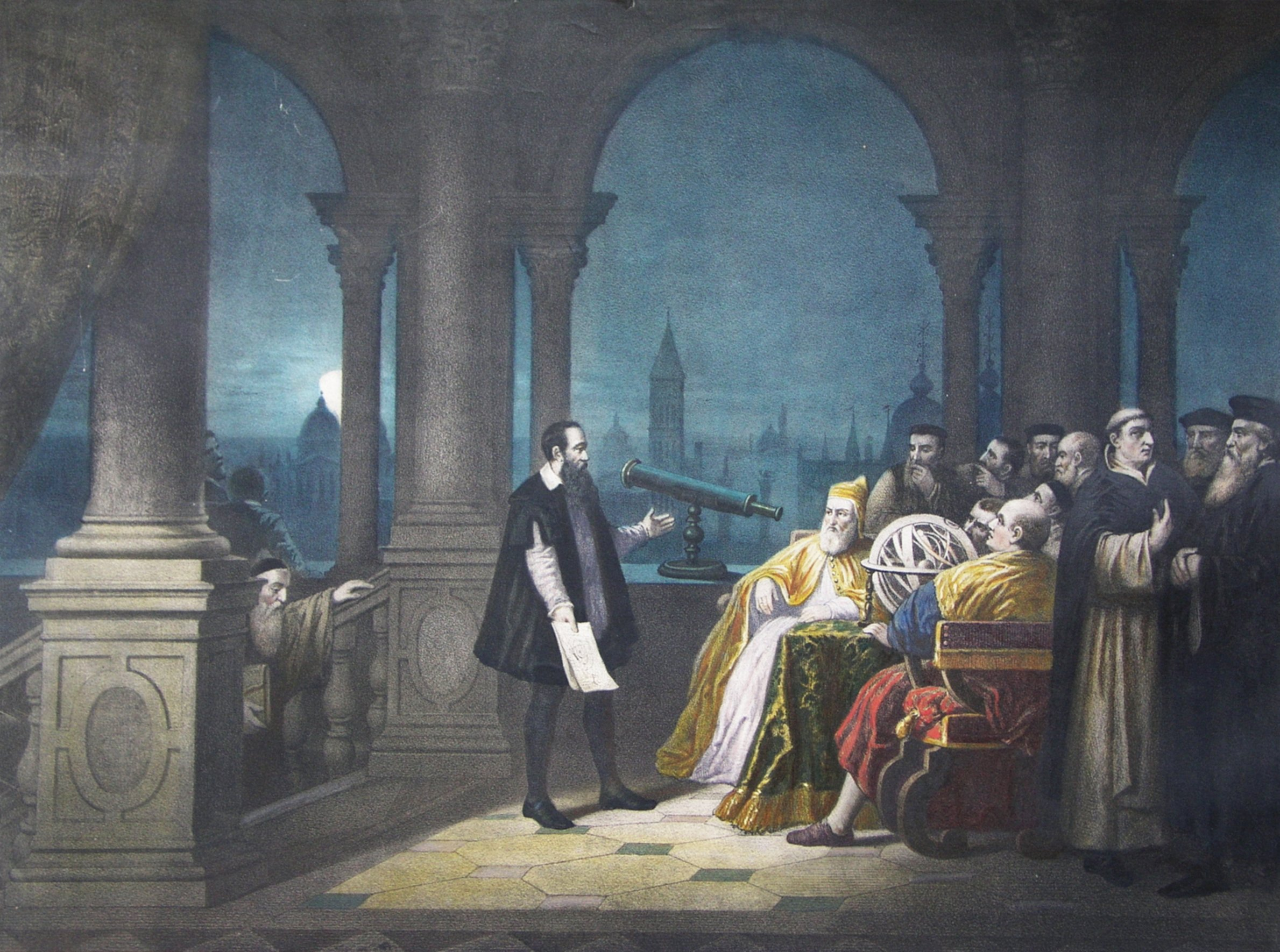
1609년 레오나르도 도나토에게 망원경을 보여주는 갈릴레오 갈릴레이를 묘사한 19세기 그림.

프랑스 왕국이 교황청과 베네치아 사이 분쟁에서 중재자 역할을 했다. 1607년 4월 21일에 베네치아가 상습범으로 기소한 두 명의 성직자를 프랑스측에 넘기기로 하고 그 대가로 교황은 베네치아에 대한 금지제재를 없애주기로 하는 합의에 도달했다.
도나토의 나머지 재임 기간은 크게 기록된 것이 없다. 도나토는 모든 베네치아 민중들에게 인기있는 것은 아니였기에, 도제로서 첫 해가 지난 후, 도나토는 도제로서 공공 지역의 등장을 크게 제한하였다. 이 시기 은퇴한 도나토에 대한 많은 루머가 돌았지만 어느 것도 입증된 것은 없다. 그는 1612년 7월 16일에 사망했다.